# Marguerite Carré
Marguerite Carré, (nata Giraud, anche nota come Marguerite Giraud-Carré) (Cabourg, 16 agosto 1880 – Parigi, 26 novembre 1947), è stata un soprano francese, che creò numerosi ruoli all'Opéra-Comique di Parigi nel corso della sua carriera.

## Biografia
Nacque a Cabourg, in Francia, figlia del baritono francese Auguste Louis Giraud e Jenny Gabrielle Vaillant di Parigi (9 maggio 1857-1903). Auguste Giraud era il direttore del Teatro Graslin di Nantes, dove la Carré fece il suo debutto sul palcoscenico nel 1899 come Mimì ne La bohème di Puccini. Le descrizioni della sua interpretazione furono favorevoli. "Era molto musicale, dotata di una voce affascinante e un'attrice intelligente."
Nel 1902 sposò Albert Carré, il direttore dell'Opéra-Comique e divenne nota con il suo nome da sposata, Marguerite Carré. La loro figlia Jenny Carré (1902-1945) alla fine avrebbe intrapreso la carriera di costumista teatrale. La coppia divorziò nel 1924, ma si risposò nel 1929.

A Parigi la Carré fu salutata come un "celebre soprano" che creò ruoli in 15 opere all'Opéra-Comique. Fu la prima a Parigi ad esibirsi in Cio-Cio-San, il ruolo principale della Madama Butterfly di Puccini. Inoltre ottenne il plauso per il suo lavoro nel ruolo principale dell'opera Manon di Massenet e nel ruolo di Mélisande in Pelléas e Mélisande, l'unica opera di Debussy.

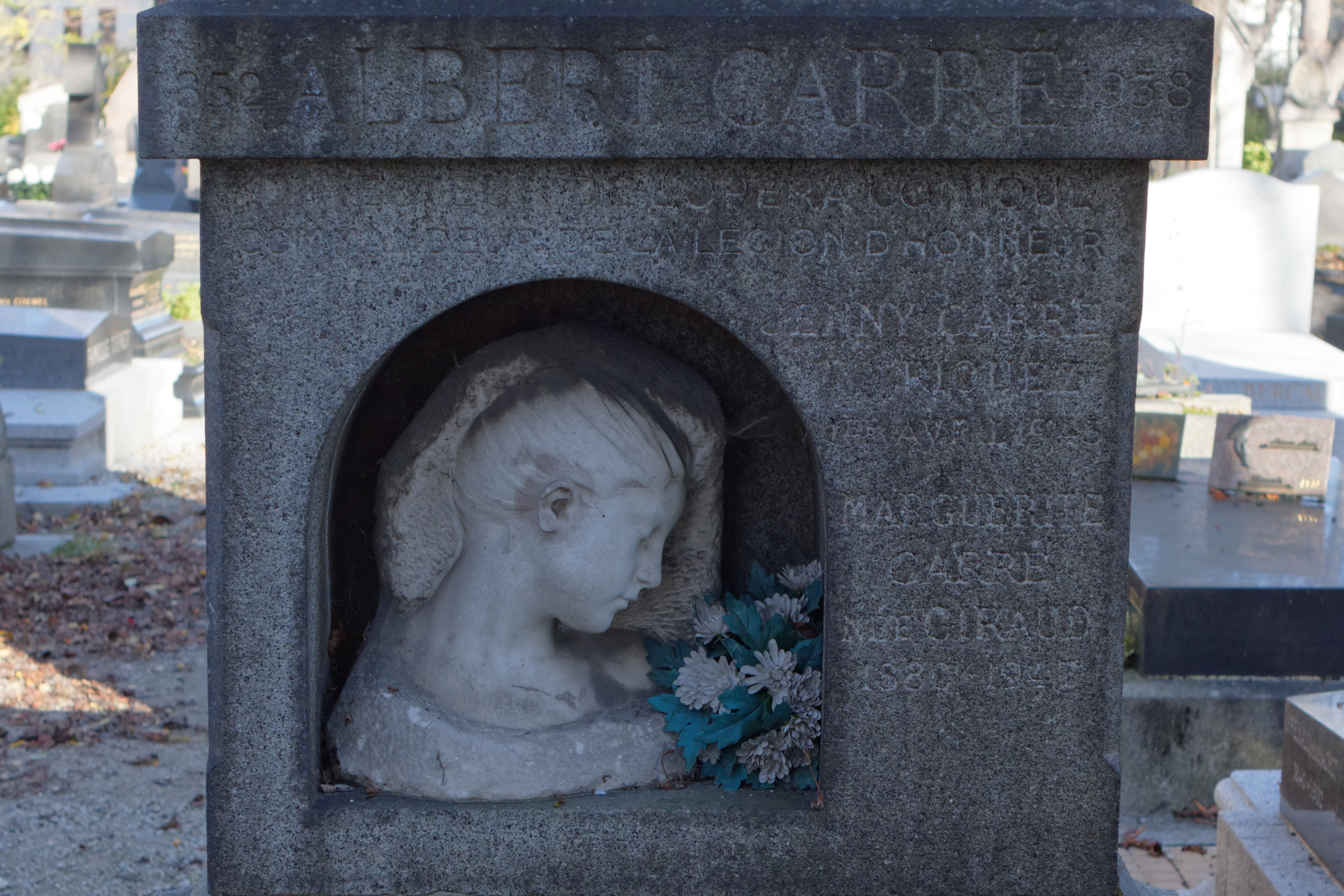
Tomba di Marguerite e Jenny Carré

Quando il soprano americano Rosa Ponselle decise di aggiungere il ruolo di Carmen al suo repertorio, studiò con i Carré per due mesi nel 1935 prima della sua esibizione al Metropolitan Opera.
La Carré morì nel 1947 all'età di 67 anni a Parigi e la sua tomba si trova al cimitero di Père-Lachaise di Parigi (89ª divisione).